# Józef Łazarski
Józef Łazarski (ur. 16 grudnia 1854 w Jeleśni, zm. 24 stycznia 1924 w Krakowie) – polski lekarz, profesor farmakologii i farmakognozji Wydziału Lekarskiego UJ w Krakowie, rektor UJ.

## Życiorys
Był synem Józefa, nauczyciela ludowego z Jeleśni i posła na Sejm Krajowy, i Weroniki z Suvadów. Jego braćmi byli Stanisław (adwokat, poseł do Sejmu Krajowego Galicji) i Mieczysław (matematyk, rektor Politechniki Lwowskiej). Od roku 1868, po ukończeniu 4 klasy Gimnazjum Św. Anny w Krakowie, kontynuował naukę pozaszkolnie i rozpoczął jednocześnie praktykę aptekarską w aptece Bloska w Żywcu. Dyplom podaptekarza uzyskał po zdaniu egzaminu przed Gremium Aptekarzy Galicji Zachodniej (22 lipca1871). W roku 1873 zdał w Gimnazjum Św. Anny w Krakowie egzamin dojrzałości. W tym samym roku rozpoczął studia farmaceutyczne w Grazu. Po pierwszym roku kontynuował studia w Wiedniu. Dyplom magistra farmacji otrzymał 25 lipca1875 i w tym też roku został demonstratorem przy katedrze fizjologii uniwersytetu w Wiedniu. Od roku 1877 pełnił obowiązki bezpłatnego asystenta katedry farmakologii i farmakognozji tegoż uniwersytetu, prowadzonej przez prof. Vogla. Pracę na stanowisku płatnego asystenta rozpoczął 1 marca1879, już po uzyskaniu stopnia doktora wszechnauk lekarskich (26 lutego1879). W latach następnych został starszym asystentem i habilitował się. Nadto pracował jako lekarz szpitala powszechnego w Wiedniu.
Powołany 1 kwietnia1882 na stanowisko pierwszego profesora nadzwyczajnego farmakologii i farmakognozji UJ (po śmierci Fryderyka Skobla) i podjął równocześnie obowiązki kierownika powstałego wówczas Zakładu Farmakologii. Jego większość prac naukowych powstała podczas jego pobytu w Wiedniu, a okres profesury w UJ przyniósł ich mniej. Na stanowisko profesora zwyczajnego UJ został powołany 1 stycznia1887. W latach 1889/1890, 1896/1897 i 1905/1906 wybierany był na dziekana Wydziału Lekarskiego UJ. W roku akademickim 1909/1910 został rektorem UJ. Był czynnym członkiem Akademii Umiejętności, prezesem Krakowskiego Towarzystwa Lekarskiego, prezesem Zachodniej Galicyjskiej Izby Lekarskiej, w okresie późniejszym Krakowskiej Izby Lekarskiej, członkiem Najwyższej Rady Zdrowia oraz Komitetu Zarządzającego Szpitala Św. Łazarza. Pomimo przekroczenia 70 roku życia pozostał nadal na stanowisku profesora (uchwała Rady Wydziału Lekarskiego UJ z 16 listopada1923). Spośród jego uczniów katedry uniwersyteckie objęli Zygmunt Leyko, Jan Jurkowski i Adam Łobaczewski. Był żonaty z Anną z Habdank-Hankiewiczów. Nie miał potomstwa. Został pochowany na cmentarzu Rakowickim w Krakowie (kwatera D, płd.).

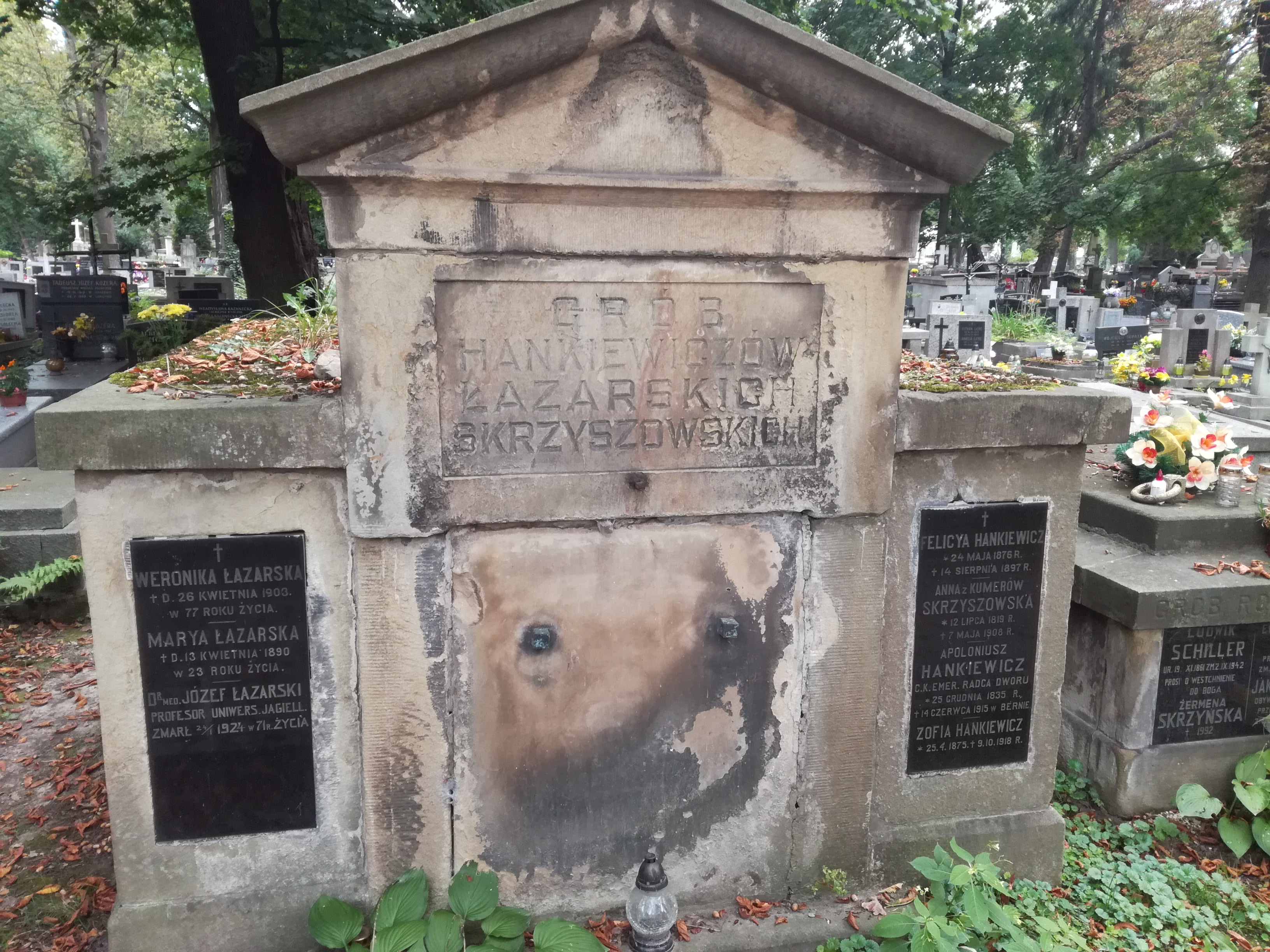
Grób prof. Józefa Łazarskiego na cmentarzu Rakowickim